# بیست و هفتمین دوره جشنواره بین‌المللی فیلم فجر
بیست و هفتمین دورهٔ جشنوارهٔ فیلم فجر در بهمن ۱۳۸۷ در تهران برگزار شد.

## جوایز

### سودای سیمرغ
نامزدها و برگزیدگان این دوره جشنواره فیلم فجر توسط داوران شامل حسن بلخاری، ابراهیم حاتمی‌کیا، داوود رشیدی، محمد سریر، منوچهر شاهسواری، رسول صدرعاملی و مجید مجیدی به شرح زیر است:
| سیمرغ بلورین بهترین فیلم | سیمرغ بلورین بهترین کارگردانی |
| --- | --- |
| - تردید – سعید سعدی، واروژ کریم‌مسیحی - پستچی سه بار در نمی‌زند – جواد نوروزبیگی - دربارهٔ الی – اصغر فرهادی - وقتی همه خوابیم – بهرام بیضایی - زادبوم – ابوالحسن داوودی - بیست – پوران درخشنده               | - اصغر فرهادی – دربارهٔ الی - بیست - عبدالرضا کاهانی (دیپلم افتخار) - حسن فتحی – پستچی سه بار در نمی‌زند - واروژ کریم‌مسیحی – تردید - بهرام بیضایی – وقتی همه خوابیم - تهمینه میلانی – سوپر استار                |
| سیمرغ بلورین بهترین بازیگر نقش اول مرد | سیمرغ بلورین بهترین بازیگر نقش اول زن |
| - شهاب حسینی – سوپر استار در نقش کورش زند - محمدرضا فروتن – عیار ۱۴ در نقش فرید - شهاب حسینی – دربارهٔ الی در نقش احمد - مسعود رایگان – زادبوم در نقش بیژن امیری - پرویز پرستویی – بیست در نقش آقای سلیمانی | - لیلا حاتمی – بی‌پولی در نقش شکوه - ترانه علیدوستی – تردید در نقش مهتاب - مونا احمدی – کودک و فرشته در نقش فرشته - فریده فرامرزی – صندلی خالی در نقش مرضیه - باران کوثری – حیران در نقش ماهی                  |
| بهترین بازیگر نقش دوم مرد | بهترین بازیگر نقش دوم زن |
| - علیرضا خمسه – بیست در نقش فرخ - حامد کمیلی – تردید در نقش گارو - صابر ابر – دربارهٔ الی در نقش علیرضا - کامبیز دیرباز – عیار ۱۴ در نقش منصور - افشین هاشمی – کودک و فرشته در نقش سید صالح                 | - مهتاب کرامتی – بیست در نقش فیروزه - مریلا زارعی – دربارهٔ الی در نقش شهره - پگاه آهنگرانی – زادبوم در نقش سارا امیری - طناز طباطبایی – صداها در نقش نگار - لیلا زارع – پستچی سه بار در نمی‌زند در نقش قدم‌باجی |
| سیمرغ بلورین بهترین فیلمنامه | سیمرغ بلورین بهترین موسیقی متن |
| - زادبوم – ابوالحسن داوودی فرید مصطفوی - دربارهٔ الی – اصغر فرهادی - تردید – واروژ کریم‌مسیحی - بیست – عبدالرضا کاهانی و حسین مهکام - عیار ۱۴ – پرویز شهبازی - سوپر استار – تهمینه میلانی                    | - زادبوم – کارن همایون‌فر - وقتی همه خوابیم – محمدرضا درویشی - سوپر استار – ناصر چشم‌آذر - حیران – علیرضا کهن‌دیری - پستچی سه بار در نمی‌زند – فردین خلعتبری                                                      |
| بهترین صداگذاری | بهترین صدابرداری |
| - دربارهٔ الی – محمدرضا دلپاک - شبانه‌روز – مانی هاشمیان - صداها – پرویز آبنار - پستچی سه بار در نمی‌زند – حسین ابوالصدق                                                                                      | - دربارهٔ الی – حسن زاهدی |
| بهترین طراحی صحنه و لباس | سیمرغ بلورین بهترین فیلم‌برداری |
| - وقتی همه خوابیم – آتوسا قلمفرسایی و ایرج رامین‌فر - تردید – امیرحسین اثباتی - کودک و فرشته – سید محسن آهنگرانی - صداها – آتوسا قلمفرسایی - پنالتی – اصغر نژادایمانی                                       | - شبانه‌روز – مرتضی پورصمدی - تردید – بهرام بدخشانی - درباره الی – حسین جعفریان - سوپر استار – علیرضا زرین‌دست - پنالتی – ساعد نیک‌ذات                                                                           |
| بهترین چهره‌پردازی | سیمرغ بلورین بهترین تدوین |
| - وقتی همه خوابیم و پستچی سه بار در نمی‌زند – سعید ملکان - دربارهٔ الی – مهرداد میرکیانی - تردید – محمدرضا قومی - شبانه‌روز – سودابه خسروی                                                                    | - وقتی همه خوابیم – بهرام بیضایی، سپیده عبدالوهاب - دربارهٔ الی – هایده صفی‌یاری - تردید – واروژ کریم‌مسیحی - کودک و فرشته – محمدرضا مویینی - پستچی سه بار در نمی‌زند – حسن حسن‌دوست                               |
| سیمرغ بلورین بهترین جلوه‌های ویژه | جایزه ویژه هیئت داوران |
| - به کبودی یاس – داود رسولیان - موش و کودک و فرشته – جواد شریفی‌راد - پستچی سه بار در نمی‌زند – عباس شوقی | - عیار ۱۴ – پرویز شهبازی |

### بهترین فیلمنامه
- سیمرغ بلورین اقتباسی: واروژ کریم‌مسیحی (تردید)

## بهترین فیلم از نگاه ملی
- سیمرغ زرین: به کبودی یاس (جواد اردکانی)
- پلاک طلایی سیمرغ: زادبوم (ابوالحسن داوودی)
- پلاک طلایی سیمرغ: کودک و فرشته (مسعود نقاش‌زاده)
- سیمرغ بلورین ویژهٔ تماشاگران : بی‌پولی (تهیه‌کننده مصطفی شایسته) - دربارهٔ الی (تهیه‌کننده اصغر فرهادی و سید محمود رضوی)
- دیپلم افتخار: بهترین کارگردانی عبدالرضا کاهانی (بیست)

### فیلم‌های اول و دوم[۴]
- سیمرغ بلورین بهترین کارگردانی (واروژ کریم‌مسیحی) - تردید
- سیمرغ بلورین بهترین فیلم (سید حسین حقگو) - دلخون
- دیپلم افتخار بهترین بازیگر (حامد بهداد) - دلخون
- دیپلم افتخار بهترین کارگردانی (سامان استرکی) - صندلی خالی
- دیپلم افتخار بهترین کارگردانی (مسعود نقاش‌زاده) - کودک و فرشته
- دیپلم افتخار بهترین نویسندگی (حمید نعمت‌الله و هادی مقدم‌دوست) - بی‌پولی
- دیپلم افتخار بهترین فیلمبرداری (فریدون شیردل) - وقتی لیموها زرد شدند
- جایزهٔ ویژهٔ هیئت داوران (مسعود ده‌نمکی) - اخراجی‌ها ۲

### فیلم کوتاه و مستند
- سیمرغ بلورین بهترین فیلم کوتاه و نیمه‌بلند (فرشته جغتایی) - چه سرسبز بود درهٔ ما
- دیپلم افتخار بهترین فیلم کوتاه و نیمه‌بلند (امیر جغتایی) - حباب سرد
- سیمرغ بلورین بهترین فیلم مستند بلند (عمید راشدی و تورج ربانی) - عکس ناتمام بهمن جلالی
- سیمرغ بلورین بهترین فیلم کوتاه داستانی (فریدون نجفی) - خانه فاطمه کجاست؟
- دیپلم افتخار بهترین فیلم کوتاه داستانی (سارا نامجو) - کلیدهای رؤیا

### فیلم تلویزیونی
- سیمرغ بلورین بهترین کارگردانی فیلم تلویزیونی (جمشید بهمنی) - میکائیل
- سیمرغ بلورین بهترین فیلم ویدئویی (علیرضا توانا) - زینب
- دیپلم افتخار بهترین کارگردانی فیلم تلویزیونی (پوریا آذربایجانی) - آب و آئینه
- دیپلم افتخار بهترین کارگردانی فیلم تلویزیونی (حسن لفافیان) - بازی مهره سفید
- دیپلم افتخار بهترین کارگردانی فیلم تلویزیونی (شهرام مکری) - اشکان، انگشتر متبرک و چند داستان دیگر

## بزرگداشت‌ها
- ابراهیم حاتمی‌کیا، کارگردان و فیلمنامه‌نویس
- محمدرضا شرف‌الدین، مدیر جلوه‌های ویژهٔ میدانی
- رسول صدرعاملی، فیلمنامه‌نویس، کارگردان و تهیه‌کننده
- محمود کلاری، فیلمبردار
- خسرو شکیبایی، بازیگر

## فهرست فیلم‌ها

### سودای سیمرغ
اعضای هیئت انتخاب شامل سعید حاجی‌میری، سید حسن حسینی، مرتضی رزاق کریمی، مجید رضابالا، سیامک شایقی، محمدابراهیم صلواتی‌فر، مینو فرشچی، حسین کرمی و مجتبی مشیری فیلم‌های زیر را برای بخش سودای سیمرغ بیست و هفتمین دورهٔ جشنوارهٔ فیلم فجر را انتخاب کردند.
- امشب شب مهتابه (محمدهادی کریمی)
- به کبودی یاس (جواد اردکانی)
- بی‌پولی (حمید نعمت‌الله)
- بیست (عبدالرضا کاهانی)
- پای پیاده (فریدون حسن‌پور)
- پستچی سه بار در نمی‌زند (حسن فتحی)
- پنالتی (انسیه شاه‌حسینی)
- تردید (واروژ کریم مسیحی)
- چهره به چهره (علی ژکان)
- حیران (شالیزه عارف‌پور)
- درباره الی (اصغر فرهادی)
- دوزخ، برزخ، بهشت (بیژن میرباقری)
- زادبوم (ابوالحسن داوودی)
- زمانی برای دوست داشتن (ابراهیم فروزش)
- سوپراستار (تهمینه میلانی)
- شبانه‌روز (کیوان علیمحمدی و امید بنکدار)
- صداها (فرزاد مؤتمن)
- صندلی خالی (سامان استرکی)
- عیار ۱۴ (پرویز شهبازی)
- کودک و فرشته (مسعود نقاش‌زاده)
- ملک سلیمان (شهریار بحرانی)
- موش (شاهد احمدلو)
- می‌زاک (حسینعلی لیالستانی)
- وقتی همه خوابیم (بهرام بیضایی)
- هفت و پنج دقیقه (محمدمهدی عسگرپور)

### نگاه نو (فیلم‌های اول و دوم)
فیلم‌های بخش نگاه نو یا فیلم‌های اول و دوم به شرح زیر اعلام شده‌است:
- آن سوی رودخانه (عباس احمدی مطلق)
- اخراجی‌ها ۲ (مسعود ده‌نمکی)
- امشب شب مهتابه (محمدهادی کریمی)
- بن‌بست (مرتضی آتش زمزم)
- بی‌پولی (حمید نعمت‌الله)
- پستچی سه بار در نمی‌زند (حسن فتحی)
- پوسته (مصطفی آل‌احمد)
- تردید (واروژ کریم مسیحی)
- حریم (رضا خطیبی)
- حیران (شالیزه عارف‌پور)
- خروس جنگی (سید مسعود اطیابی)
- دلخون (محمدرضا رحمانی)
- شبانه‌روز (کیوان علیمحمدی و امید بنکدار)
- صندلی خالی (سامان استرکی)
- کلبه (جواد افشار)
- کودک و فرشته (مسعود نقاش‌زاده)
- مانا (علیرضا رزازی‌فر)
- وقتی لیموها زرد شدند (محمدرضا وطن‌دوست)
- یک وجب از آسمان (علی وزیریان)

### خارج از مسابقه
فیلم‌های بخش خارج از مسابقه یا مرور به شرح زیر اعلام شدند:
- زمزمهٔ بودا (حسین قاسمی جامی)
- شکار روباه (عقرب) (مجید جوانمرد)
- موج سوم (آرش سجادی حسینی)
- سایهٔ وحشت (عماد اسدی)
- هر شب تنهایی (رسول صدرعاملی)